# Вальтер-Пер Фельгібель
Вальтер-Пер Фельгібель (нім. Walther-Peer Fellgiebel; 7 травня 1918, Шарлоттенбург — 14 жовтня 2001, Франкфурт-на-Майні) — офіцер артилерії вермахту, майор (січень 1945). Кавалер Лицарського хреста Залізного хреста. Учасник Липневої змови.
Син генерала військ зв'язку і також учасника Липневої змови Еріха Фельгібеля.

## Біографія
Навчався в початковій школі в Герліці. У 1937 році закінчив гімназію в Альтдеберні. Незадовго до початку Другої світової війни закінчив військове училище в Ганновері, отримавши звання лейтенанта.
Брав участь у Польській кампанії і війні проти СРСР, в ході якої був кілька разів поранений. З листопада 1943 по літо 1944 року викладав в 2-му артилерійському училищі в Ютербозі.
У 1944 році як учасник замаху на Гітлера був заарештований, але завдяки заступництву начальства його відпустили.
Після війни працював у німецькій фірмі з виготовлення сірників. У 1954 році вступив до Асоціації кавалерів Лицарського хреста Залізного хреста.

## Сім'я
Був одружений, мав двох дітей.

## Нагорода
- Медаль «У пам'ять 1 жовтня 1938»
- Залізний хрест
  - 2-го класу (13 липня 1940) — як лейтенант 4-ї роти 298-го артилерійського полку.
  - 1-го класу (30 липня 1941) — як лейтенант 2-го батальйону 298-го артилерійського полку.
- Нагрудний знак «За поранення»
  - В чорному (30 липня 1941)
  - В сріблі (3 серпня 1943)
- Лицарський хрест Залізного хреста (7 вересня 1943) — як обер-лейтенант і командир 935-го легкого артилерійського дивізіону (моротризованого).
- Нагрудний знак «За участь у загальних штурмових атаках» 1-го ступеня (17 вересня 1943)
- Медаль «За зимову кампанію на Сході 1941/42» (23 березня 1944)
- Офіцерський хрест ордена «За заслуги перед Федеративною Республікою Німеччина» (4 липня 1975)
- Бойовий хрест Європи (1 листопада 1987)